# محمد بن عبد الله معن الأندلسي
محمد بن محمد بن عبد الله معن الأندلسي (978هـ / 1570م- 3 جمادى الآخرة 1062 هـ /11 مايو 1652م) هو عالم وشيخ مسلم من أعلام الإسلام في بلاد فاس.

## مسيرته
عرف قديما ب معن، (بفتح فسكون، أو بفتحتين)، والآن بابن عبد الله، وهو من ذرية السلطان أمير المؤمنين يعقوب المنصور بن يوسف بن أمير المؤمنين عبد المؤمن بن علي الموحدي.
أخذ العلم عن شيخه عبد الرحمان الفاسي الفهري وكان قارئا له وجدد القرآن بروايتي نافع عن الشيخ الحسن بن محمد الدراوي. ثم اشتغل بالتكسب وعلق بزيارة أبي عبد الله التاودي.
ولما بلغ حدود الثلاثين توجه للشيخ أبي المحاسن يوسف الفاسي الفهري فانتفع به انتفاعا قويا وعلى يده كانت له الولادة وكثير من التربية والإفادة وكانت وجهته إليه في مدة من نحو أربع سنين من السنة التي توفي فيها إبراهيم الصياد.
لما توفي أبو المحاسن يوسف الفاسي الفهري أقبل بعده على أخيه ووارث حاله شيخه عبد الرحمان الفاسي الفهري فكان يخدمه بنفسه وماله. وكان العارف يعظم أمره ويجل ذكره ويظهر جلالته وفخره ويقول تارة فيه «إنه من أرباب القلوب» وتارة «ليس له نظير في المشرق والمغرب». وبقي ملازما له إلى أن توفي وذلك مدة من 23 سنة.
بعد وفاة شيخه العارف احاط بإرثه وإرث من قبله إلا أنه بقي بداره بحومة المخفية من عدوة فاس الأندلس مدة لم يؤذن له في الانتصاب لدلالة الخلق على الله ثم بعد زيارة الشيخ مولاي عبد السلام بن مشيش وقع له الإذن هناك وهو أخبر به عن نفسه وحيث قدم من هذه الزيارة جلس في زاوية شيخه سيدي يوسف الفاسي الفهري لقربها منه فقصدها الناس من كل جهة وتصدى حينئذ للإرشاد وتربية المريدين, وبقي في زاوية شيخه نحو 6 أشهر.

### بناء الزاوية
بنى زاويته التي بأعلى حومة المخفية من فاس على ضفة واد الزيتون سنة 1038هـ فانتقل إليها بأصحابه يدل وينصح العباد وينصر سنة رسول الله ويحيي أمور الدين.
أفرد أحواله وأوصافه ومعارفه وكراماته بالتأليف الشيخ سيدي عبد الرحمان بن سيدي عبد القادر الفاسي الفهري وكذا أفرده بجزء الشيخ المهدي الفاسي الفهري وسماه «عوارف المنة في مناقب سيدي محمد بن عبد الله محيي السنة». وقد ذكر في المقصد الأحمدي وفي ممتع الأسماع وصفوة من انتشر والروضة المقصودة ونشر المثاني والزهر الباسم وسلوة الأنفاس.

### وفاته
كانت وفاته بعد طلوع الشمس بنحو ساعة من يوم الأحد 3 جمادى الثانية سنة 1062 هـ ودفن عند الزوال بالقباب خارج باب الفتوح قريبا من قبة يوسف الفاسي الفهري عن يمينها وبنيت على قبره قبة (القبة العبدلاوية) على شكل قبته وقبره بها مشهور معروف عليه دربوز يزار به.